# Псевдоним: Лукач
«Псевдоним: Лукач» (венг. Fedneve: Lukács) — драматический фильм на тематику Гражданской войны в Испании, снятый в 1976 году режиссёрами Маносом Захариасом и Шандором Кё по сценарию Юлия Дунского и Валерия Фрида на киностудиях «Мосфильм» (Москва, СССР) и «Мафильм» (Будапешт, Венгрия).
Премьера фильма состоялась 5 сентября 1976 года в Венгрии, в СССР — 18 октября 1977 года.

## Сюжет
Венгерский юноша Бела Франкль, попав в русский плен во время Первой мировой войны, переходит на сторону революции. После гражданской войны он становится дипломатом и потом директором Московского театра Революции, известным как писатель Матэ Залка. В 1936 году он отправляется в Испанию, где под псевдонимом Лукач командует 12-й интернациональной бригадой во время Гражданской войны. Столкнувшись с трудностями, связанными с недостатком опыта бойцов, он использует свои навыки, чтобы превратить бригаду в боеспособное соединение. К сожалению, Лукач получает тяжелое ранение и умирает, а два года спустя Испанская республика также терпит крах.

## В ролях
- Андраш Козак (дублировал Алексей Золотницкий) — Матэ Залка
- Олег Вавилов — Алёша
- Константин Захаров — Белов
- Владимир Вихров — Матэ Залка в молодости
- Вахтанг Кикабидзе — Хосе Буэнавентура Дуррути
- Георгий Соколов — Павел Иванович Батов
- Иштван Буйтор — Отто Флаттер (Ференц Мюнних)
- Ференц Бешшенеи — Себастьян Посас
- Анатолий Ромашин — Михаил Ефимович Кольцов
- Владимир Анисько — Михаил Петрович Петров
- Роберт Колтаи — Баллер
- Нина Русланова — переводчица Дуррути
- Дьюла Кери — Мориц
- Олег Чайка — Луиджи Лонго (Галло)
- Шавкат Газиев — Хаджи-Умар Джиорович Мамсуров (Ксанти)
- Владимир Габаев — Энрике Листер (Форхан)
- Юрий Назаров — человек в шляпе
- Шандор Данффи — отец Залки
- Ирен Бодиш — мать Залки
- Т. Фодор — маленький Матэ Залка
- Ката Варга — девушка-фотограф
- Аурелио Бия-Гутеррес — шофёр Лукача

В создании фильма принимал участие личный состав частей сухопутных войск ВС СССР.